# ファースーツ

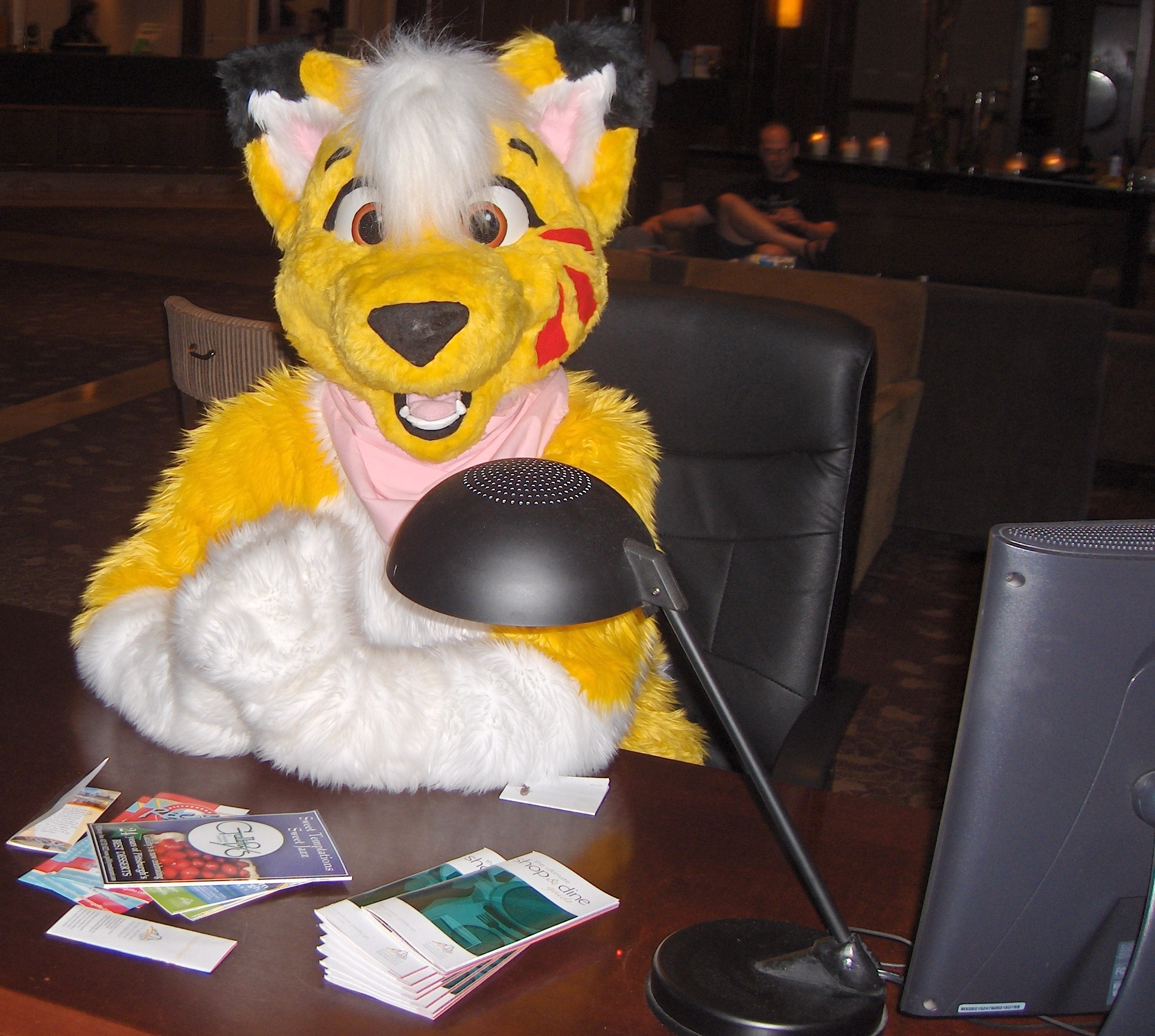
Anthrocon 2007コンベンションのコンシェルジュとしての、女性ファースーター『ラッキー・コヨーテ』

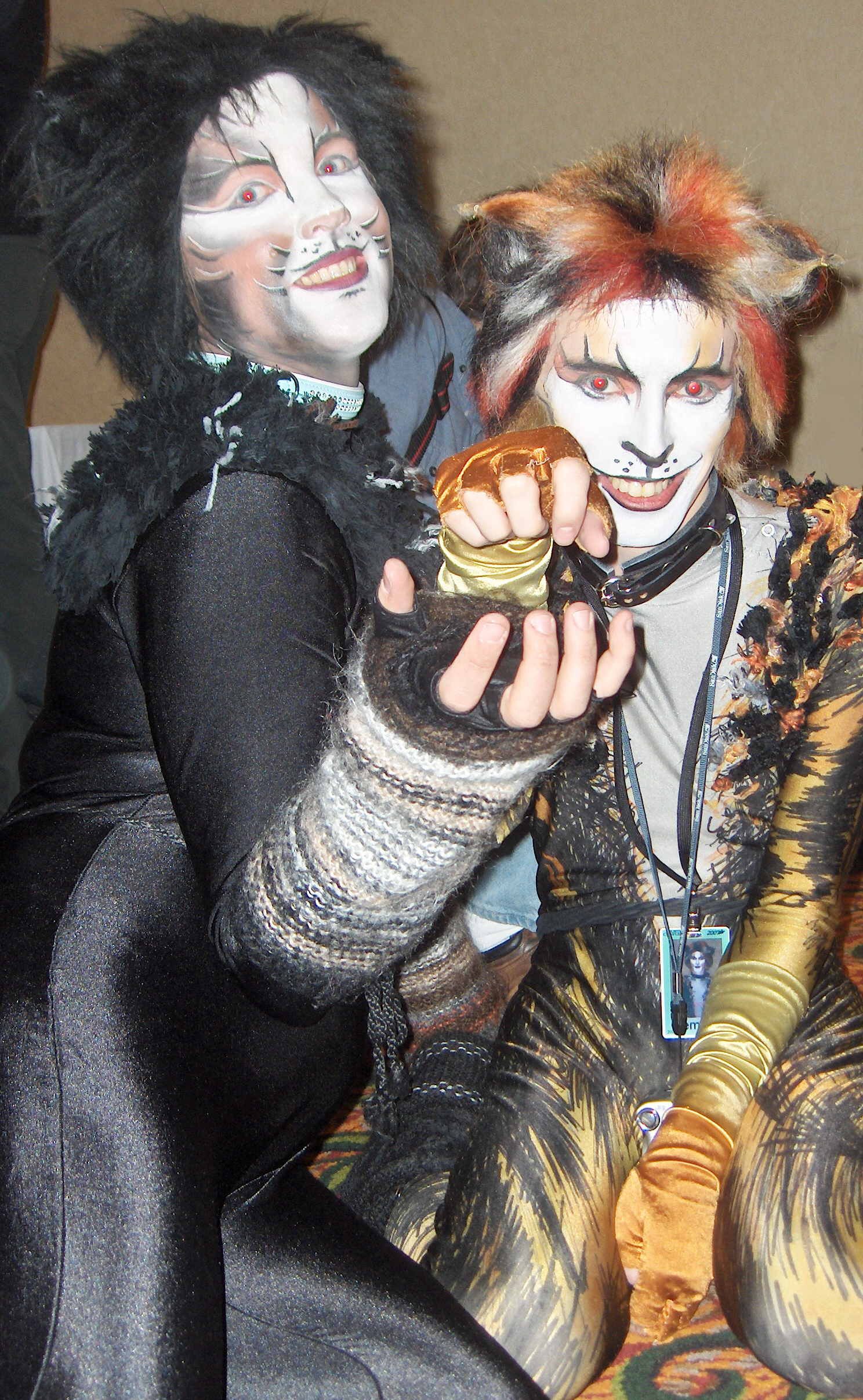
衣装は着ている人の人格を反映させることもある

ファースーツとは、ファーリー・ファンダムによる動物のコスチュームである。簡単なつくりの尻尾や耳のみをつけるものから、電動ファンによる冷却が必要となるフルコスチュームまで及ぶ。マスコットスーツと同様に、コスチュームを着る者には別の人格を取り入れることが認められる。ファースーツは個人的に楽しむときや、仕事、チャリティーで着られる。
ファースーツはたいてい、ファーリー・コンベンションと呼ばれるファーリー・ファンダムによる集会にて売られる。またオンライン上にて委託販売もしくはオークションによっても販売されている。デリケートな性質のため、ファースーツの洗浄には特別な取り扱いを求められる。ファースーツはテーマパークやステージショーなどのマスコットキャラクターに匹敵する。コンセプトはコスプレとも似ているが、コスプレという語は主に日本のキャラクターに焦点をあてたものである。
「ファースーツ」という語は、1993年にRobert Kingによって造られたと信じられているが人間や無生物のマスコットに対して、一般的に動物のマスコットのコスチュームともみなせる。ファースーツはまた、背景や中心的テーマの一部として、視覚メディアにて重要な役割を担ってきた。